# Solana d'Esgrasses
La Solana d'Esgrasses és una solana del terme municipal de Conca de Dalt, a l'antic terme d'Hortoneda de la Conca, al Pallars Jussà, en territori que havia estat del poble d'Hortoneda.
Es troba a llevant d'Hortoneda, a la dreta de la llau de la Mitgenca, al nord de l'Obaga de la Mitgenca i a migdia de les Obagues de Senllí.